# Cessières-Suzy
Cessières-Suzy község Franciaország Hauts-de-France régiójában, Aisne megyében. Új községként 2019. január 1-jén jött létre Cessières és Suzy korábbi községek egyesítésével.

## Népesség
| Lakosok száma | 763  | 765  | 764  | 775  | 785  | 796  |
|               | 2017 | 2018 | 2019 | 2020 | 2021 | 2022 |